# 水谷貴哉
水谷 貴哉 （みずたに たかや、1960年2月26日 - ）は、日本の撮影監督、CGディレクター、アニメーション演出家である。兵庫県尼崎市出身。

## 来歴・人物
大阪芸術大学芸術学部映像学科卒業。亜細亜堂を経て、フリーの演出家としてぎゃろっぷ作品を中心に活躍した後、オー・エル・エムの創立に参加。1990年代後半から徐々に演出方面からCG制作や撮影監督の役職へとシフトしていき、2000年代からは撮影監督としてオー・エル・エム作品に携わっている。
代表作に『劇場版ポケットモンスター』シリーズ、『鋼鉄天使くるみ』など。

## 関わった主な作品

### テレビアニメ
- 魔法の天使クリィミーマミ （1983年-1984年、絵コンテ・演出）
- チックンタックン （1984年、絵コンテ・演出）
- 名探偵ホームズ （1984年-1985年、コンテ・演出）
- ダーティペア （1985年、絵コンテ・演出）
- タッチ （1985年-1987年、演出）
- ハイスクール!奇面組 （1985年-1987年、絵コンテ）
- 陽あたり良好! （1987年-1988年、演出）
- ウルトラB （1987年-1989年、絵コンテ）
- アニメ三銃士 （1987年-1989年、演出）
- 美味しんぼ （1988年-1992年、コンテ・演出）
- キテレツ大百科 （1988年-1996年、絵コンテ）
- たいむとらぶるトンデケマン! （1989年-1990年、絵コンテ）
- 妖精ディック （1992年、絵コンテ・演出）
- ヤダモン （1992年-1993年、絵コンテ・演出）
- 幽☆遊☆白書　（1992年-1995年、エンディングCG）
- 機動武闘伝Gガンダム　（1994年、エンディングCG処理）
- モジャ公 （1995年-1997年、CGコーディネート・エンディングCG）
- ポケットモンスターシリーズ
  - ポケットモンスター （1997年-2002年、エンディングCG）
  - ポケットモンスター ミュウツー! 我ハココニ在リ （2000年、撮影監督）
  - ポケットモンスタークリスタル ライコウ雷の伝説 （2001年、撮影監督）
  - ポケットモンスター サイドストーリー （2002年-2004年、撮影監督）
- ああっ女神さまっ 小っちゃいって事は便利だねっ （1998年-1999年、CGディレクター）
- 鋼鉄天使くるみ （1999年-2000年、撮影監督・CGディレクター）
- こみっくパーティー （2001年、撮影監督）
- カスミン （2001年-2003年、撮影）
- おもいっきり科学アドベンチャー そーなんだ! （2003年-2004年、撮影監督）
- アガサ・クリスティーの名探偵ポワロとマープル （2004年-2005年、撮影監督）
- 強殖装甲ガイバー （2005年、撮影監督）
- うたわれるもの （2006年、撮影監督）
- スーパーロボット大戦OG -ディバイン・ウォーズ- （2006年-2007年、撮影監督）

### OVA
- 華星夜曲（1988年、「第二楽章」、「第三楽章」の演出）
- 県立地球防衛軍 （1986年、演出）
- 1ポンドの福音 （1988年、演出）
- 人魚の森 （1991年、監督）
- ぶっとびCPU!! （1997年、CGディレクター）
- みずいろ（全年齢版） （2003年、撮影監督）

### 劇場映画
- タッチ3 君が通り過ぎたあとに （1987年、絵コンテ）
- 銀河鉄道の夜（1987年、絵コンテ）
- 劇場版ポケットモンスターシリーズ
  - 幻のポケモン ルギア爆誕 （1999年、デジタルコンポジット）
  - 結晶塔の帝王 ENTEI （2000年、CGディレクター）
  - セレビィ 時を超えた遭遇 （2001年、2Dディレクター）
  - 水の都の護神 ラティアスとラティオス （2002年、2Dディレクター）
- 劇場版ポケットモンスター アドバンスジェネレーションシリーズ
  - 七夜の願い星 ジラーチ （2003年、撮影監督）※白井久男と共同
  - 裂空の訪問者 デオキシス （2004年、撮影監督）
  - ミュウと波導の勇者 ルカリオ （2005年、撮影監督）
  - ポケモンレンジャーと蒼海の王子 マナフィ （2006年、撮影監督）
- 劇場版ポケットモンスター ダイヤモンド&パールシリーズ
  - ディアルガVSパルキアVSダークライ （2007年、撮影監督）
  - ギラティナと氷空の花束 シェイミ （2008年、撮影監督）
  - アルセウス 超克の時空へ （2009年、撮影監督）
  - 幻影の覇者 ゾロアーク （2010年、撮影監督）
- 新暗行御史 （2004年、撮影監督）
- 劇場版 どうぶつの森 （2006年、2Dスーパーバイザー）
- えいがでとーじょー! たまごっち ドキドキ! うちゅーのまいごっち!? （2007年、team2Dスーパーバイザー）
- 映画! たまごっち うちゅーいちハッピーな物語!? （2008年、team2Dアドバイザー）